# Velikosrpska agresija 1990-ih
Velikosrpska agresija je naziv koji objedinjuje Domovinski rat i Rat u Bosni i Hercegovini koji su se istovremeno odvijali na integriranom bojištu. Radi se o jedinstvenom ratu na povezanom teritoriju. Velikosrpska agresija u literaturi se različito naziva odnosno dijeli, ovisno o teritorijalnom ili vremenskom užem dijelu jedinstvenog rata na kojega se stavlja fokus.
Povijest Srbije u agresiji protiv Hrvatske i BiH obuhvaća razdoblje povijesti Srbije od deset godina koja je započela s ratovima u Sloveniji i Hrvatskoj 1991. godine, a završio s kosovskim ratom 1999., odnosno preševskim sukobom 2001. godine. Srbija je na samom početku tih događaja bila dio bivše, odnosno tzv. krnje Jugoslavije, a od 1992. do 2003. novostvorene Savezne Republike Jugoslavije. Sam teritorij Srbije, uz izuzetak nekoliko artiljerijskih i minobacačkih napada na pogranična mjesta i gradove 1991. i 1993. godine, je ostala pošteđena od ratnih djelovanja sve do početka kosovskog rata i bombardiranja Srbije koje je NATO savez izveo 1999. godine.
Srbija je od samog početka sudjelovala u velikosrpskoj agresiji na u Hrvatsku i BiH, slanjem srpskih rezervista, ročnika i časnika koji su služili JNA, zatim preko raznih dobrovoljačkih i paravojnih postrojbi, odnosno vojne, logističke, obavještajne i tehničke podrške pružane oružanim skupnama samoproglašenih srpskih paradržava u Hrvatskoj i BiH, Republike Srpska i Republike Srpske Krajine. Cilj Hrvatske i Bosne i Hercegovine bio je stjecanje neovisnosti, dok su JNA, srpski pobunjenici i paravojne formacije, pod zapovjedništvom srbijanskog predsjednika Slobodana Miloševića, imale cilj zadržati ta područja pod nadzorom Beograda uz pomoć "etničkog čišćenja" nesrpskog stanovništva i stvaranja dvaju novih srpskih tvorevina u Hrvatskoj i BiH.
Milošević je pokušao stvoriti jedinstvenu homogenu srpsku državu koja bi obuhvaćala teritorije Srbije, Crne Gore, Republike Srpske Krajine i Republike Srpske.
Srbija pod Miloševićem se još od 1992. godine u međunarodnoj (pogotovo u zapadnoj) javnosti smatrala odgovornom za vođenje ratova te brojnih ratnih zločina, što je dovelo do međunarodnih sankcija UN u razdoblju 1992-1996. godine te izolacije SRJ koja je imala dalekosežne negativne ekonomske, političke i kulturne posljedice.
Iako je Srbija uporno pokušavala dokazati da ne sudjeluje u ratu, nekadašnji načelnik Generalštaba Vojske Jugoslavije (VJ), general Momčilo Perišić je 2011. godine osuđen na 27 godina zatvora zbog granatiranja Sarajeva i napada na Zagreb.

## Pozadina
Polovinom 1980-ih Srpska akademija nauka i umetnosti donosi Memorandum SANU, koji iznosi stanovište da su Srbi diskriminirani u Jugoslaviji i da nad njima Albanaci na Kosovu vrše genocid. Nakon toga dolazi do porasta srpskog nacionalizma i organiziranih prosvjeda Srba i Crnogoraca širom zemlje. Pod pritiskom prosvjeda dolazi do rušenja vlasti Vojvodine, Kosova i Crne Gore, i njihove smjene ljudima odanim Slobodanu Miloševiću. Time je Srbija stekla nadzor nad 4 od 8 glasova u federalnom predsjedništvu i nadzoru nad Savezom komunista Jugoslavije., što joj je omogućilo prevlast u saveznim organima vlasti.
Srpski nacionalisti označili su Jugoslaviju kao najveću katastrofu Srbije, smatrajući kobnom greškom što je Srbija pristala na jugoslavensku državu, umjesto da je stvorila Veliku Srbiju u povoljnom razdoblju nakon Prvog svjetskog rata. Tijekom agresije na Hrvatsku i BiH 1990-ih, srpski političari su zastupali ujedinjenje Srba putem revizije granica, nasuprot nastojanjima međunarodne zajednice za očuvanjem postojećih granica jugoslavenskih republika. Velikosrpskom idejom su bili prožeti glavni činioci srpske politike (uključujući SPS, SRS i SPO).

### Metode izazivanja rata
Britanski povjesničar Noel Malcolm analizira metode koje je Srbija rabila radi izazivanja rata u Hrvatskoj, te kasnije u Bosni i Hercegovini. On smatra da su u Hrvatskoj su rabljene tri metode, jedna opća i dvije posebne. Opća je metoda bila da se srpsko pučanstvo pobuni neprekidnim bombardiranjem dezinformacijama i izazivanjem straha preko javnih medija i lokalnih političara. Svaki za Srbe nepovoljan potez Tuđmanove vlasti (kao naredba da se skinu imena ulica ispisana ćirilicom) prikazan je kao akt "ustaškog" terora.
Druga je metoda standardna i može se nači u svim priručnicima o gerilskom ratovanju: to je tehnika "kompromitiranja cijelog sela" kojom su se služili francuski pokret otpora, Viet Cong i nebrojeni drugi gerilski pokreti. Ta tehnika predviđa izazivanje incidenata - na primjer, Pokolj u Borovu Selu - kako bi se izazvale oštre sankcije ili odmazda, pa se onda oružje podijeli seljacima i kaže im se da će ih policija sve skupa napasti. Kad naoružana policija stigne, nije teško zametnuti oružani sukob, i najednom je cijelo selo, koje je do tada bilo neutralno, na strani pobunjenika. Treća je metoda jednostavan i sasvim proziran trik: izazovu se ozbiljni incidenti, i onda se zamoli vojska da intervenira kao nepristran arbitar, kad je već potpuno jasno da je vojska (JNA) odana Beogradu, te da je na strani Miloševića i Srba.
Srbija je u agresiji na Hrvatsku uživala veliku potporu Velike Britanije čija je bila štićenica.
Krajem 1994. pa sve do početka Oluje, Hrvatsku se ozbiljno pritiskalo neka pristane na promjenu svojih granica. Iznuda se sastojala u tome da se Hrvatskoj nudilo prestanak iscrpljujućeg rata, pod uvjetom da Hrvatska da teritorijalne ustupke Srbiji, Crnoj Gori i Republici Srpskoj. Prema svjedočenju bivšeg ministra vanjskih poslova RH Mate Granića, još mu je 1994. u New Yorku lord David Owen izjavio da je nemoguće reintegrirati okupirana područja RH ako Hrvatska ne da teritorijalne ustupke. Do kraja rata Britanija se angažirala na srpskoj strani. Angažiranje se pojačavalo kadgod se srpska strana našla u nepovoljnom položaju i kad su hrvatska i bošnjačka strana postigle prevagu koja je vodila u preokret ratnih zbivanja u korist RH i BiH.

### Naoružavanje Srba
JNA je protuzakonito naoružavala srpske pobunjenike u drugim republikama. Veliku zabrinutost je izazvao podatak iznesen u srpnju 1991. da se redovito potajno dostavlja oružje bosanskim Srbima prema dogovoru Miloševića, srpskog ministra unutarnjih poslova Mihalja Kertesa i vode bosanske SDS Radovana Karadžića. Taj je podatak potvrdio predsjednik savezne vlade na odlasku, Ante Marković, objavivši sadržaj snimljenog telefonskog razgovora u kojem je Milošević obavijestio Karadžića da ce mu sljedecu pošiljku oružja predati general Nikola Uzelac, zapovjednik garnizona JNA u Banjoj Luci. Do kraja 1991. godine Srbi u Bosni i Hercegovini, prijee svega pristalice SDS-a, su već bili "naoružani do zuba".

### Srpske autonomne oblasti
"Srpska autonomna oblast "(skraćeno SAO) je naziv za srpske paradržavne tvorevine u Hrvatskoj i Bosni i Hercegovinu, tijekom raspada SFR Jugoslavije. Iza osnivanja SAO-a stajala je Srpska demokratska stranka i režim u Beogradu.
U Hrvatskoj je krajem 1990. godine osnovana SAO Krajina, da bi početkom 1991. bile osnovane još SAO Zapadna Slavonija i SAO Istočna Slavonija, Baranja i Zapadni Srem. Sve SAO u Hrvatskoj su se ujedinile u Republiku Srpsku Krajinu. Na isti način su tijekom rujna 1991. godine i u BiH stvorene su srpske autonomne oblasti Autonomna regija Krajina, SAO Semberija, SAO Romanija i SAO Hercegovina, koje su se 9. siječnja 1992. godine ujedinile u Republiku Srpsku Bosnu i Hercegovinu.
U rujnu 1991. godine, "Srpske autonomne oblasti", kojih je tad u BiH bilo četiri, zatražile su od JNA da ih, nakon niza lokalnih incidenata i puškaranja, "zaštiti", iako su one, zahvaljujuci pomoći JNA, već bile izvanredno dobro naoružane. JNA je odmah stupila u akciju: jedna kolona od stotinu vozila krenula je u zapadnu Hercegovinu, druga se kolona zaputila u centar za vezu u Nevesinju, a 5000 vojnika upućeno je iz Sarajeva u Hercegovinu. Do kraja mjeseca rujna te su postrojbe uspostavile "granice" "Srpske autonomne oblasti Hercegovine".
19. rujna 1991. u Hercegovini uzimaju kao dan početka velikosrpske agresije na Hercegovinu. JNA je s 20-ak tisuća vojnika zauzela Dubravsku visoravan. Odatle je sutradan napala i nastavila, razarala i nastavila napadati ka Slanom i Dubrovniku.

## Uloga Srbije
Srpska vlast negira bilo kakvu povezanost Srbije s ratovima u Hrvatskoj i BiH. Međutim, pred Međunarodnim sudom za ratne zločine se pokušava dokazati točna uloga i odgovornost Srbije u ovim sukobima.
Bivšem načelniku generalštaba VJ Momčilu Perišiću se na teret stavlja da je bio odgovoran za materijalnu i logističku pomoć Vojsci Republike Srpske i Srpskoj vojsci Krajine; tužiteljstvo Haaškog tribunala dalje navodi da je VJ opskrbljivala i plaćala časnički kadar VRS i SVK, uključujući beneficije i unapređenja. Prema optužnici financiranje časnika VJ bilo je tajno, kako bi se prikrila umiješanost SRJ u sukobe u Hrvatskoj i BiH, čime su kršene rezolucije Vijeća sigurnosti Ujedinjenih nacija.
Dalje se navodi da je u studenom 1993. Momčilo Perišić pri Generalštabu VJ osnovao kadrovska središta s posebnom namjenom, kako bi se prikrilo osiguravanje i plaćanje časnika u Bosni i Hrvatskoj. Ti centri su poznati kao „30. kadrovski centar” za pripadnike VJ koji su služili u VRS i „40. kadrovski centar” za pripadnike VJ koji su služili u SVK.

## Uloga Srpske pravoslavne crkve

### Srbija u ratu u Hrvatskoj
U Hrvatskoj je 1991. godine buknuo sukob između hrvatskih vojnih, policijskih i paravojnih snaga s jedne, te paravojnih snaga pobunjenih hrvatskih Srba, odnosno snaga Republike Srpske Krajine, koje je podržavala Jugoslavenska narodna armija, a kasnije Srbija. Srpski su vojnici zauzeli 14.760 km2 ili 26% hrvatskog teritorija. Jedan strani komentator je napisao u rujnu 1991: "Čini se da je strateški cilj da se povežu razni džepovi srpskih podrućja tako da se Hrvati izmedu njih otjeraju terorom i zastrašivanjem."
Prema podacima tužilaštva Suda za ratne zločine na prostoru bivše Jugoslavije, u Hrvatskoj je samo 1991. godine oko 220.000 Hrvata bilo protjerano s teritorija pod kontrolom srpskih snaga, s područja Krajine i Istočne Slavonije. Među počiniteljima progona, ubojstava i deportacija su, prema dokazima tužilteljstva, bile i jedinice koje je osnovala, obučavala, financirala i na druge načine pomagala Državna bezbednost Srbije. Među njima su 'arkanovci', 'martićevci', 'Škorpioni', kao i jedinica poznata pod više imena – 'frenkijevci', 'Crvene beretke', 'Jedinica za antiteroristička dejstva' i 'Jedinica za specijalne operacije'“. Sudskim presudama je utvrđeno da raseljavanja Hrvata i drugih nesrba nije bilo uzgredna posljedica ratnih djelovanja, već primarni ratni cilj.
Ljeta 1995. godine Republika Hrvatska je sprovela osloboditeljsku vojno-redarstvenu akciju "operaciju Oluja". Vratila je nad teritorijima koje su držali pobunjeni hrvatski Srbi. Još dok je operacija Oluja trajala počele su lažne optužbe protiv Hrvatske, a da bi se ocrnila hrvatska osloboditeljska akcija. Velikosrpski lobisti kao Bildt, Ashdown i drugi su na hrvatsko oslobođenje reagirali neprijateljski. Još je na sastanku Ministarskog vijeća EU Carl Bildt za pad Srebrenice optuživao ofenziven akcije Armije BiH i HVO (koji su u stvari oslobađali BiH), dok je branio agresora Republiku Srpsku, tvrdeći da se oni istinskije "zalažu za obustavu neprijateljstava”. Uoči Oluje Britanci su pokušali spasiti već odbijeni plan Z-4, a istovremeno su se prijetili Hrvatskoj da će "imati ozbiljnih problema u Vijeću sigurnosti ako idućih dana krene u vojnu akciju”.

## Uloga Britanije
Britanija je imala dugogodišnju stratešku politiku kojom se oslanjala na Srbiju kao glavnu strategijsku točku na jugoistoku Balkana.
Još 1991. V. Britanija je činila sve da se Hrvatska ne uspije osamostaliti i da ju se ne prizna. Srećom po Hrvatsku, Njemačka je drugačije razmišljala. I kasnijih je godina britanska igra bila na srpskoj strani. Poznata je njhova uloga u izazivanju sukoba Hrvata i Bošnjaka u trenutku kad se tijek rata trebao preokrenuti u korist hrvatsko-bošnjačkog saveza. Rat dvaju saveznika bio je samo ondje gdje su bile nazočne britanske snage te aktivnost njihovih agenata jača. I nakon što je posredovanjem Amerike prekinut taj bratoubilački rat kojim su bosanski Srbi dobili tako potrebni predah, Britanija je nastavila raditi za srpsku stranu. Protivila se osloboditeljskim vojnim akcijama Armije BiH, HVO-a i HV kojim su poništavali osvajačke uspjehe s početka rata.
Svaki prijedlog britanske diplomacije za mirovnim posredovanjem bio je Srbima na korist a Hrvatima i Bošnjacima na štetu. Jedan od prijedloga bio je da se teritorij Baranje i istočne Slavonije proglasi za kondominij. To bi značilo da bi njime zajednički upravljali RH i Srbija, odnosno da hrvatskim teritorijem vlada Srbija. Inačica je bila da se napravi podjela na način da RH ustupi Baranju Srbiji, a onda bi Hrvatska mogla dobiti ostatak istočne Slavonije. Udovoljavanje se nije trebalo zaustaviti samo na Srbiji, nego i Republici Srpskoj. Radi udovoljavanja njihovim strateškim interesima, prema britanskim prijedlozimja trebalo im se dati pojas teritorija u širine 20 kilometara jugoistočno od Županje, a radi ojačanja koridora bosanskim Srbima do Srbije. Kao protunaknadu RH je trebala dobiti teritorijalni pojas sjeverno do Dubrovnika kojim bi, kao, ojačala svoje zaleđe. Sadizam nad Hrvatskom se ni ovdje nije zaustavio: Hrvatska se opet trebala odreći svoje zemlje po tom planu. Trebala se odreći Prevlake i teritorija do Molunta. Tim bi planom Crna Gora dobila Prevlaka, a Republika Srpska koridor prema Jadranskom moru. Hrvatska je sve to odbila. Britanski su prijedlozi bili očigledno dijeljenje teritorija BiH, no za dijeljenje BiH optužena je Hrvatska i njen predsjednik Tuđman. Na hrvatsku je sreću SAD stala iza RH i čvrsto podržala hrvatski stav da se ako treba vojnim putem postigne pobjeda i istjera agresora.
Kad je Republika Srpska gubila strateško zaleđe iza Knina, na Dinari, V. Britanija i Francuska htjeli su ondje postaviti svoje "mirovne snage" koje su trebale biti sigurnosni tampon kojim bi se osiguralo da Hrvatska ne može udariti iz tog pravca na glavni grad pobunjenih hrvatskih Srba. To su trebale biti "Snage za brzo djelovanje"(RRF). RH i BiH su se protivle tome, a Britanija se besramno tužila međunarodnim posredniciam kako imaju problema u razmještanju tih snaga. Kad je paradržava pobunjenih hrvatskih Srba bila pred kolapsom, a zbog gramzivosti, tvrdoglavosti i ograničenosti svojeg vodstva odbila vrlo povoljni plan Z-4 koji je sadržajem bio mali ratni trofej za pobunjene hrvatske Srbe, Britanija se još par dana uoči Oluje angažirala da se ožive pregovori o tom bezočnom planu koji su već odbili i hrvatska i pobunjenička strana.

### Srbija u ratu u Bosni i Hercegovini
Iako su srbijanske vlasti tvrdile da "Srbija nije u ratu", predstavnici međunarodne zajednice smatrali su da to nije istina. Dana 15. svibnja 1992. godine, Vijeće sigurnosti Ujedinjenih naroda u rezoluciji broj 752 zahtijevalo je da odmah prestanu svi oblici vanjskog miješanja postrojba JNA u Bosni i Hercegovini i da se te postrojbe povuku, stave pod nadzor republičke vlade ili raspuste i razoružaju. No, gotovo sve naoružanje JNA ostavljeno je pobunjenim Srbima, a ne bosanskoj vladi, kako su Ujedinjeni Narodi zahtijevali.
Prema dokumentima Tužiteljstva MKSJ, JNA je prilikom „lažnog povlačenja iz Bosne” 1992. godine ostavila oko 70.000 komada oružja, kao i streljivo s oznakama SR Jugoslavije, čije su čahure pronađene u Srebrenici. Gotovo sve vrijeme rata, Vojska Jugoslavije i VRS su imale mnoge zajedničke kapacitete, uključujući i jedinstveni sustav veza i radarski sustav. Na vrlo važnoj šestoj sjednici Vrhovnog vijeća obrane SRJ 9. studenoga 1992. godine, raspravljalo se o vođenju rata u Bosni i Hercegovini. Tada je Risto Matović, načelnik Uprave za strategijske studije i politiku obrane, izvijestio Slobodana Miloševića da je na bosanskohercegovačkim bojišnicama angažirano „oko 1800 starješina Vojske Jugoslavije“. Iako je Milošević to pokušavao sakriti, Ujedinjeni Narodi su znali što se događa.

## Vanjske poveznice
- National Security and the Future Davor Domazet Lošo: Kako je pripremana agresija na Hrvatsku i Bosnu i Hercegovinu ili preoblikovanje JNA u srpsku imperijalnu silu, zbornik sv. 1, 2001., ISSN 1 333-0934